# Chlorid yttritý
Chlorid yttritý (YCl3) je sloučenina yttria a chloru. Jedná se o pevnou látku, která je dobře rozpustná jak v polárních (voda, ethanol), tak i v nepolárních (pyridin...) rozpouštědlech

## Vlastnosti
Chlorid yttritý existuje ve dvou formách, bezvodý YCl3 a také jako hexahydrát YCl3·6 H2O, obě formy jsou bílé pevné a dobře rozpustné látky. Jeho krystalická struktura je podobná struktuře mnoha sloučenin jako například AlCl3.

## Příprava
YCl3 se připravuje z Y2O3 nebo YCl3·6 H2O a chloridu amonného, přičemž u obou postupů vzniká jako komplexní meziprodukt (NH4)2[YCl5]:
10 NH4Cl + Y2O3 → 2 (NH4)2[YCl5] + 6 NH3 + 3 H2O
YCl3·6H2O + 2 NH4Cl → (NH4)2[YCl5] + 6 H2O
Meziprodukt se následně rozloží zahřátím podle rovnice:
(NH4)2[YCl5] → 2 NH4Cl + YCl3
Reakcí oxidu yttritého s HCl vzniká hexahydrát, ze kterého nelze připravit bezvodý YCl3 zahřátím, místo toho vzniká oxychlorid.

## Podobné sloučeniny
- fluorid yttritý
- bromid yttritý
- jodid yttritý

- chlorid skanditý
- chlorid lanthanitý
- chlorid aktinitý